# Mittelneufnach
Mittelneufnach é um município da Alemanha, situado no distrito de Augsburg, no estado da Baviera. Tem 16,96 km² de área, e sua população em 2019 foi estimada em 1.027 habitantes.